# 弗兰克·克勒贝尔
弗兰克·克勒贝尔（德語：Frank Kleber，1981年2月11日—），德国男子钢架雪车运动员。他曾代表德国参加国际雪车联合会世界锦标赛，获得一枚金牌和一枚铜牌。他也曾参加2002年冬季奥林匹克运动会。